# Póvoa de Trives

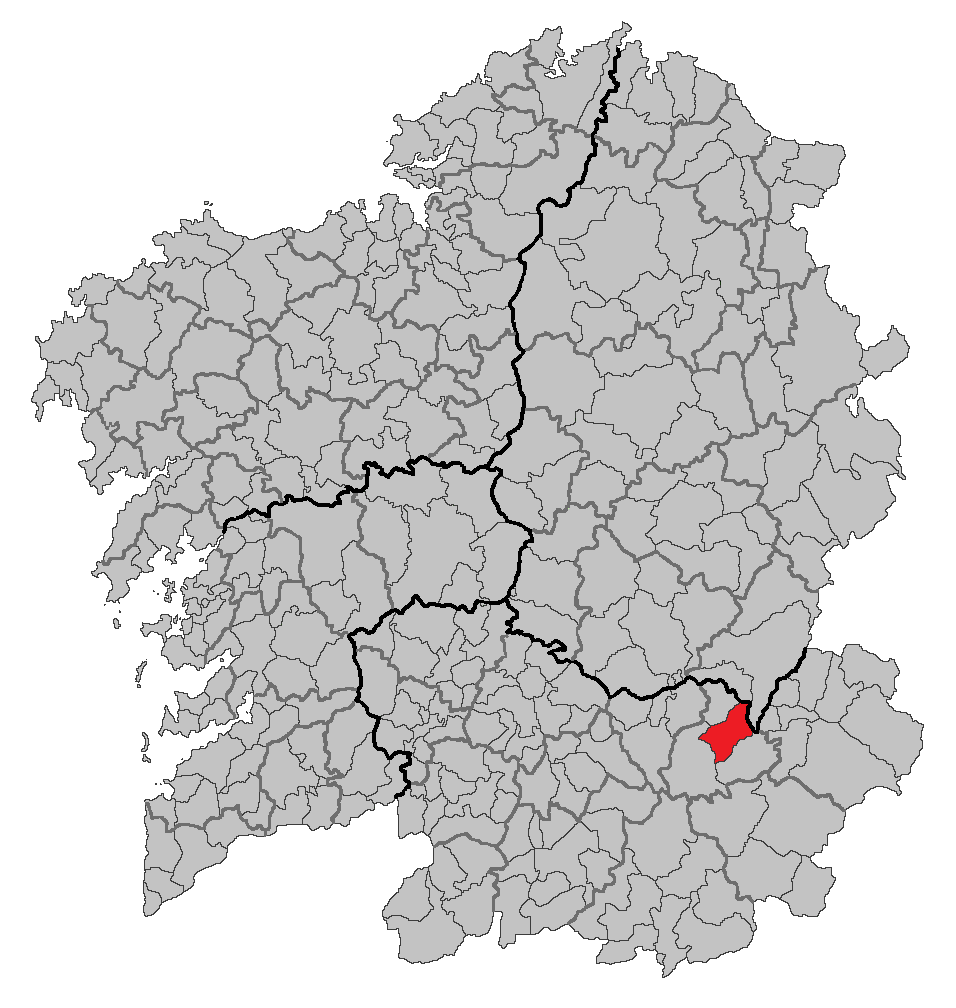
Localização da Póvoa de Trives

A Póvoa de Trives (na normativa RAG e oficialmente, A Pobra de Trives) é um município da Espanha na província
de Ourense, comunidade autónoma da Galiza, de área 31,29 km² com população de 2664 habitantes (2007) e densidade populacional de 32,22 hab/km².

## Demografia
| Variação demográfica do município entre 1991 e 2004 | Variação demográfica do município entre 1991 e 2004 | Variação demográfica do município entre 1991 e 2004 | Variação demográfica do município entre 1991 e 2004 |
| --------------------------------------------------- | --------------------------------------------------- | --------------------------------------------------- | --------------------------------------------------- |
| 1991                                                | 1996                                                | 2001                                                | 2004                                                |
| 3110                                                | 3044                                                | 2756                                                | 2721                                                |